# Puerto Rico (Misiones)
Puerto Rico – miasto w prowincji Misiones w Argentynie nad rzeką Parana. Ośrodek administracyjny departamentu Libertador General San Martín.